# Liste von RTL-II-Sendungen

Logo des Fernsehsenders RTL Zwei

Die Liste von RTL Zwei-Sendungen enthält eine (bisher noch unvollständige) Aufzählung aller Sendungen und Serien, die bei RTL Zwei ausgestrahlt werden bzw. wurden.

## Aktuelle Sendungen

### Nachrichten / Magazine
- exklusiv – die reportage, Reportage (seit 1993)
- RTLZWEI News (seit 1998 – vorher seit 1993 Action News und später RTL 2 Nachrichten)

### Unterhaltung

#### Eigenproduktionen
- Ärger im Revier – Auf Streife mit der Polizei, Doku-Soap (2003–2006; Wiederholungen)
- Armes Deutschland – Stempeln oder abrackern?, Doku-Soap, (seit 2016)
- Autopsie – Mysteriöse Todesfälle, US-deutsche Dokureihe (seit 2001; Wiederholungen)
- Bella Italia – Camping auf Deutsch, Doku-Soap (seit 2021)
- Berlin – Tag & Nacht, Soap (seit 2011)
- Der Trödeltrupp – Das Geld liegt im Keller, Doku-Soap (seit 2008)
- Die Geissens – Eine schrecklich glamouröse Familie, Doku-Soap (seit Januar 2011)
- The Kelly Family – Die Reise geht weiter, Doku-Soap (seit 2022)
- Die Reimanns – Ein außergewöhnliches Leben, Doku-Soap (seit 2013)
- Die Schnäppchenhäuser – Der Traum vom Eigenheim, Doku-Soap (seit 2010)
- Die Wollnys – Eine schrecklich große Familie, Doku-Soap (seit Januar 2011)
- Die Wollnys – Silvia allein zu Haus, Doku-Soap (seit 2014)
- Frauentausch, Doku-Soap (2003–2021, Wiederholungen)
- Genial daneben, Comedy-Show (seit 2023)
- Grip – Das Motormagazin, Automagazin (seit 2007)
- Hartes Deutschland – Leben im Brennpunkt, Doku-Soap (seit 2018)
- Hartz und herzlich, Doku-Soap (seit 2016)
  - Hartz und herzlich – Tag für Tag, Doku-Soap (seit 2018)
- Hilf mir! Jung, pleite, verzweifelt … (2013–2019, Wiederholungen)
- Krass Schule – Die jungen Lehrer (2018–2022)
- Köln 50667, Soap (seit 2013)
- Mein neuer Alter, Doku-Soap (seit 2010)
- Naked Attraction – Dating hautnah, Datingshow (seit 2017)
- Nachtschicht: Einsatz für die Lebensretter, Doku-Soap (seit 2022)
- Polizei im Einsatz, Doku-Soap (seit 2021)
- Promi Game Night, Spielshow (seit 2023)
- Reeperbahn privat! Das wahre Leben auf dem Kiez, Doku-Soap (seit 2017)
- SOS – Retter im Einsatz, Scripted Reality (seit 2022)
- Teenie-Mütter – Wenn Kinder Kinder kriegen, Doku-Soap (seit 2011)
- Traumfrau gesucht, Doku-Soap (seit Januar 2012 – April 2018, Wiederholungen)
- UNdressed – Das Date im Bett, Datingshow (seit 2017)

#### Fremdproduktionen

##### Fernsehserien
- X-Factor: Das Unfassbare, US-Mysteryserie (seit 1998)

##### Dokus
- Die Forensiker – Profis am Tatort (seit 2018)

* = Serien in (Free-TV-)Erstausstrahlung, oder Serien in Wiederholung, die bei RTL II erstausgestrahlt wurden 

## Ehemalige Sendungen

### Ehemalige Nachrichten / Magazine
- Wissen extrem, Wissensmagazin (2004–2006)

### Ehemalige Eigenproduktionen
- 5 gegen 5, Spielshow (2006; Remake der RTL-Sendung Familienduell)
- Die 90er – The Pop Years, Retroshow (2003–2004)
- Abenteuer Großfamilie oder XXL – Abenteuer Großfamilie, Doku-Soap (2003–2007)
- Achtung! RTL II Kamera, Familienshow (1999)
- Action News, Nachrichten (1993–1996, Vorläufer von RTL2 Nachrichten)
- Afterwork TV, Infotainmentmagazin (2003)
- Allein gegen alle, Quizshow (2000–2001)
- Alles nur Panik?, Unterhaltungsmagazin (1997)
- All Inclusive – Mit Kind- und Koffer zur neuen Liebe, TV-Serie (2017)
- Außergewöhnliche Menschen, TV-Serie (seit 2009, Wiederholungen bis 2021)
- Die Autoschrauber – Fährt nicht, gibt’s nicht, Doku-Soap (2005–2006)
- Be-TV, Kindersendung (2001–2004)
- Die Beauty-Klinik, Doku-Soap (2002)
- Big Brother, Realityshow (2000–2011)
- Big Diet, Reality-Show (2001)
- Big in America – Die Chance deines Lebens, Doku-Soap (2005)
- Bitte lächeln, Heimvideo-Sendung (1993–1998)
- Bitte lachen!, Heimvideo-Sendung (2006)
- Boat of Love, Doku-Soap (2001)
- Born to be Mr. B – Atkinson total, Biografiereihe (2001)
- Bravo Super Show, Musikshow (1994–1999)
- Bravo TV, Jugendmagazin (1993–2001; später auch bei ZDF und ProSieben)
- Call TV, Call-In-Show (2000–2001)
- Ca$hman, Gameshow (1997)
- Chartbreaker, Musikmagazin (1996–1997)
- Close Up, Boulevardmagazin (1995)
- Come 2Gether, Kuppelshow (2002–2003)
- Crazy – Die Show, Spielshow (2001)
- Curvy Supermodel – Echt. Schön. Kurvig, Model-Castingshow (2016–2018)
- Generation Ahnungslos (2010)
- Das Experiment (2005–2006)
- Das ist das Leben! (auch Das Schicksal meines Lebens), Doku-Soap (2007)
- Das Messie-Team – Start in ein neues Leben, Doku-Soap (2011–2014)
- Der Requardt, Doku-Soap (2007)
- Der Traummann – Liebe ohne Grenzen, Doku-Soap (Juli 2012–September 2016; Wiederholungen bis 2019)
- Deutschland, deine Hobbygärtner – Nachbarn im Gartenfieber, Doku-Soap (2003)
- Deutschlands beste Partien – Society inside, Doku-Soap (2004)
- Die Autoeintreiber, Pseudo-Doku (2012)
- Die Casting-Agentur, Comedyshow (2000)
- Die Chaos-Fahrer – Gefangen im Kreisverkehr, Dokusoap (2006)
- Die D.I.A. Show, Animationsserie (2002)
- Die dicksten Dinger, Werbeclipshow (1996–2001)
- Die Drews – Eine furchtbar nette Familie, Doku-Soap (2003)
- Die Kochprofis – Einsatz am Herd Doku-Soap (2005–2019)
- Die Mädchengang, Realityshow (seit 2010)
- Die neue Hitparade, Musiksendung (seit 2009)
- Die neuen Fernsehmacher, Konzeptshow (2001)
- Die Straßencops – Jugend im Visier (seit 2015–2017, Wiederholungen bis 2021)[1]
  - Staffel 2+5: Die Straßencops Süd, Doku-Soap (2016, 2017)
  - Staffel 3: Die Straßencops West, Doku-Soap (2016)
  - Staffel 4: Die Straßencops Ruhrgebiet (2017)
- Die Straßencops – Mystery, Doku-Soap (2016, 10 Folgen in 1 Staffel)[2]
- Die Straßencops Spezial, Doku-Soap (seit 2016, Wiederholungen bis 2020)
- Die Wache Hamburg, Doku-Soap (2017–2019)
- Die Superhausfrau, Doku-Soap (2005–2008)
- Die Wollersheims – Eine schrecklich schräge Familie, Doku-Soap (2011)
- Die Wollnys 2.0 - Die nächste Generation, Doku-Soap (seit 2013–2015)
- Drück dein Glück, Gameshow (1999)
- Du bist was du isst, Dokusoap (2006, 2007)
- Dumm erwischt, Sketchshow (2002)
- Die dümmsten (…) der Welt, Comedyreihe (1999–2002)
- Die Wahrheit und nichts als die Wahrheit, Lügendetektor-Show (2008)
- Durch dick und dünn – Ein echt fettes Abenteuer, Doku-Soap (2005)
- Easy Kochen mit René Steinbach, Kochshow (2003–2004)
- El, der Millionär, Realityshow (2004)
- Er oder er – Wer ist der Vater, Doku-Soap (2003)
- Eros, Erotisches Reisemagazin (1999–2000)
- Es ist geil, ein Mann zu sein – Der Ratgeber mit Christian, Unterhaltungsshow (2001)
- Expedition Robinson, Abenteuer-Spielshow (2000)
- Extrem schön! – Endlich ein neues Leben!, Doku-Soap (2009–2017, Wiederholungen bis 2019)
- Extrem schwer – Mein Weg in ein neues Leben, Doku-Soap (2013–2016, Wiederholungen bis 2018)
- Fame Academy – Der Weg zum Ruhm, Talenteshow (2003)
- Focus TV Exklusiv, Reportagemagazin (2005)
- Frauentausch – Das Aschenputtel-Experiment, Doku-Soap (seit 2007–2015)
  - Promi Frauentausch, Doku-Soap (2013, Wiederholungen)
- Fun Club – Comedystars live, Komödie (seit 2010)
- Gestrandet, Spielshow (2001)
- Glück-Wunsch! – Vera macht Träume wahr, Dokusoap (2006–2007)
- Gut zu wissen – Dem Alltag auf der Spur, Wissensmagazin (2006–2007)
- Go West! – Familie Liebisch erobert Amerika, Doku-Soap (2014)[3]
- Die Hammer-Soap – Heimwerker im Glück, Doku-Soap (2003–2006)
- Heart Attack, Kuppelshow (1997)
- Heike Makatsch – Die Show, Late-Night-Show (1997)
- Heiße Tage – Wilde Nächte: Sexy Urlaub 2000, Doku-Soap (2000)
- Hilfe! Schwiegermutti kommt!, Doku-Soap (2004)
- Hotzpotz, Werbeclipshow (1995–1998)
- Hurra Deutschland – Jetzt erst recht!, Puppencomedy (2003)
- Ibiza ’99 – Gute Zeiten, sexy Zeiten, Doku-Soap (1999)
- Ich weiss was Du letzten Freitag getan hast, Spielshow (seit Juli 2011)
- Die Kinderklinik – Hoffnung für kleine Patienten, Doku-Soap (2003)
- Die Kochprofis – Hausbesuch Doku-Soap (2005–2007)
- KTI – Menschen lügen, Beweise nicht, Ermittler-Serie (2006–2007)
- Liebe im Paradies, Doku-Soap (2011)
- Liebling, wir bringen die Kinder um!, Doku-Soap (2006)
- Luft und Liebe, Flirtshow (1994–1995)
- Mach Zwei, Reportagemagazin (2001–2002)
- Mama Mia – Die ersten Babyjahre, Doku-Soap (2005)
- Megaman, Spielshow (2001–2002)
- Mein Kiez – Geschichten aus St. Pauli, Doku-Soap (2007)
- Members only, Musikmagazin (1998–1999)
- MovieMovie, Kinomagazin
- Milka on Tour – Be a Star, Talenteshow (2001)
- Mission: Traumhaus – Deutschlands verrückteste Baustelle, Doku-Soap (2004)
- Multi Millionär, Spielshow (2001)
- My Name is... (ab Juni 2011)
- Na also!, Unterhaltungsshow (1995)
- Next, Please!, Doku-Soap (seit 2013–2015, Wiederholungen bis 2017)
- No Sex, Infotainmentreihe (2002)
- Pampers TV, Erziehungsratgeberreihe (2004)
- Peep!, Erotikmagazin (1995–2000)
- Playtime TV, Gameshow (1994)
- Popstars, Talenteshow (2000–2003; später bei ProSieben)
- Privatdetektive im Einsatz – Doku-Soap (seit 2011)
- Promis suchen ein Zuhause, Doku-Soap (2013–2014)
- Die Putzteufel – Deutschland macht sauber, Doku-Soap (2003–2006)
- Die Redaktion, Infotainmentmagazin (1994–2006)
- Reeperbahn!, Doku-Soap (1999)
- Reise nach Jerusalem, Call-In-Show (2005)
- Robot Wars – Kampf der Roboter, Actionshow (2001–2002)
- RTL 2 Nachrichten (1996–1998; Vorläufer von RTL News)
- Die RTL 2-Schicksalsreportage, Dokureihe
- Ruck Zuck, Spielshow (1993–1995)
- Sarah & Pietro … bauen ein Haus, Doku-Soap (März 2015)
- Saturday Night – So feiert Deutschlands Jugend (seit 2013)[4]
- Das Schicksal meines Lebens, Doku-Soap (2007)
- Schlaflos!, Reisemagazin (1999)
- Schnulleralarm – Wir bekommen ein Baby, Doku-Soap (2001–2006)
- Schnupperalarm – Die tierische Doku-Soap, (2002)
- Schönheit um jeden Preis – Letzte Hoffnung Skalpell, Doku-Soap (2004–2005)
- Schwiegerschreck – Willkommen in meiner Familie, Doku-Soap (2007)
- Schwul macht cool – Die fabelhaften Vier, Stylingshow (2003)
- Sexy Somer, Doku-Soap (2001)
- Singles ’99, Kuppelshow (1999)
- Starclub L. A., Filmmagazin (1994–1995)
- Strip!, Erotik-Spielshow (1999–2000)
- Suche Familie!, Doku-Soap (2006)
- Die Superfrauchen – Einsatz für vier Pfoten, Doku-Soap (2005)
- Die Supermamas – Einsatz im Kinderzimmer, Doku-Soap (2004–2006)
- Tatort Ausland - Mörderische Reise, Dokusoap (2011)
- Tatort Internet – Schützt endlich unsere Kinder (2010)
- Teenstar, Talentshow (2002)
- The Dome, Musikshow (seit 1997)
- Todesangst – Sekunden der Entscheidung Doku-Soap (2003)
- Total Science, Wissensmagazin (2003–2004)
- Transgender - Mein Weg in den richtigen Körper (2012–2014)
- Tsjakkaa – Du schaffst es!, Motivationsshow (1998–1999)
- TV Gusto, Kochmagazin (2005)
- TV TV, Comedyshow (2001)
- Ungeklärte Morde – Dem Täter auf der Spur, Doku-Reihe (2002–2003; Wiederholungen, seit 2011)
- Vampy, Kindersendung (1993–2001)
- Verurteilt – Im härtesten Knast der Welt, Doku-Soap (2002)
- Vitamin B, Mantelprogramm für das Freitagnacht-Programm (1995)
- Welt der Wunder und Welt der Wunder Spezial, Wissensmagazin (ab 2005; zuvor bei ProSieben-2014)
- Schau dich schlau!, Wissensmagazin (2005–2014; Ableger von Welt der Wunder)
- Wenn die Putzfrau zweimal klingelt, Comedy-Talkshow (1994)
- Werbetrommel, Werbeclipshow (1993–1994)
- Die wildesten Stürme der Welt, Reportagereihe (2000)
- Wildfang – Der Teenie-Talk, Talk- und Kuppelsendung (1996–1997)
- Willkommen in der Nachbarschaft, Doku-Soap (2007)
- Die wunderbare Welt des Schwachsinns, Comedyshow (2000)
- X-Diaries – Love, Sun & Fun, Doku-Novela (2010–2015, Wiederholungen bis 2017)
- You drive me crazy – Die Fahrschul-Soap, Doku-Soap (2000–2001)
- Zlatkos Welt, Personalityshow (2000)
- Zugriff - Jede Sekunde zählt, Personalityshow (2012)
- Zuhause im Glück – Unser Einzug in ein neues Leben, Doku-Soap (2005–2018, Wiederholungen bis 2021)

### Ehemalige Fernsehserien

#### Eigenproduktionen
- Alle zusammen – jeder für sich, Soap (1996–1997)
- Die legendäre Conny Show, Comedyserie (1995)
- Engel im Einsatz – mit Verona Pooth, Doku-Soap (2007)
- X-Factor: Wahre Lügen (2002–2003)

#### Fremdproduktionen
Zu Beginn der 1990er-Jahre kaufte RTL II beim öffentlich-rechtlichen ZDF einige Fernsehserien aus den 1980er-Jahren, so beispielsweise Ich heirate eine Familie, Patrik Pacard und Rivalen der Rennbahn. RTL II zeigte in den 2000er und 2010er vorwiegend Fernsehserien aus US-amerikanischer Produktion. Neben vielen Erstausstrahlungen stammt ein Anteil des Serienangebots aus den Archiven des Schwestersenders RTL. Folgende, überwiegend US-amerikanische, Serien waren im Programm:
- 21 Jump Street – Tatort Klassenzimmer *, US-Krimiserie (1995–1997)
- 24, US-Actionserie (2003–2007)
- 227, US-Comedyserie (1994–1996)
- Acapulco H.E.A.T. *, US-Actionserie (1994–1998, 2002)
- Adrenalin – Notärzte im Einsatz, australische Actionserie (1997–1999, 2003)
- Adventure Inc. – Jäger der vergessenen Schätze *, (2006–2007)
- The Agency – Im Fadenkreuz der C.I.A. *, US-Actionserie (2003–2005)
- Alf, US-Comedyserie (2006–2007)
- Akte Mord *, US-Dokureihe (2002)
- Alle lieben Raymond *, US-Comedyserie (2001–2002, 2004)
- Allein gegen das Verbrechen *, italienische Krimiserie (1998)
- Alles Roger! *, US-Comedyserie (1999–2002)
- Alles schön und Recht *, US-Krimiserie (1996)
- American Chopper *, US-Dokureihe (2005–2006)
- American Gothic – Prinz der Finsternis *, US-Mysteryserie (1998–1999)
- Andromeda *, US-SciFi-Serie (2001–2007)
- Anna Lee, englische Krimiserie (1994–1995)
- Angela Henson – Das Auge des FBI *, US-Krimiserie (2007)
- Auf schlimmer und ewig *, US-Comedyserie (2000–2005)
- Ausgerechnet Chicago *, US-Kanadische Krimiserie (1995–1997)
- Der Außenseiter *, US-Krimiserie (1993)[5]
- Band of Brothers – Wir waren wie Brüder, US-Actionserie (ab 2003)
- Battlestar Galactica *, US-SciFi-Serie (seit 2006)
- B.J. und der Bär, US-Abenteuerserie (1993)
- Band of Brothers – Wir waren wie Brüder, US-Kriegsserie (2005)
- Die Benny Hill-Show *, englische Comedyserie (1995, 2002–2003)
- Benson *, US-Comedyserie (1993–1996)
- Big Easy – Straßen der Sünde *, US-Krimiserie (1997)
- Bills Food, australische Kochshow (2005)
- Blackadder, englische Comedyserie (2002)
- Ein blendender Spion, englische Krimiserie (1993)
- Blood Ties – Biss aufs Blut, US-Mysteryserie (2008–2009, 2011–2012)
- Boogies Diner, kanadische Comedyserie (1996–1999)
- California College – Action, Fun und heiße Flirts *, US-Comedyserie (1995–1999)
- California Dreams *, US-Comedyserie (1998–1999)
- California Highschool – Pausenstress und erste Liebe *, US-Comedyserie (1994–1998)
- California Highschool 2 *, US-Comedyserie (1995–1996)
- Californication, US-Serie (2009)
- Camp Wilder – Ein verrückter Haufen *, US-Comedyserie (1994–1995)
- Campus Cops – Dümmer gehts nicht, US-Comedyserie (1998)
- Capital News (auch: Nachrichtenfieber), US-Reporterserie (1993)
- Cheaters – Beim Fremdgehen erwischt!, US-Doku-Soap (2007)
- Chefarzt Dr. Westphall – Das turbulente Krankenhaus *, US-Arztserie (1993–1994)
- Clan der Vampire *, US-Mysteryserie (1997)
- Californication, US-Serie (ab 2008)
- Class of ’96 *, US-Dramaserie (1994–1996)
- Cobra *, US-Actionserie (1994–1997)
- Cody *, australische Krimiserie (1996–2005)
- Countdown X – Alarm im All *, US-Abenteuerserie (1997–2001)
- Cover Up – Mode, Models und Intrigen, US-Dramaserie (1996)
- Crime Story, US-Krimiserie (1993)
- Crocodile Hunter – Im Angesicht der Bestie, australische Naturserie (2002–2005)
- Daddy schafft uns alle *, US-Comedyserie (1996–1999)
- Daktari *, US-Abenteuerserie (1993–1995)
- Das A-Team, US-Actionserie (ab 2006)
- Deckname Sweeny, englische Krimiserie (1993)
- Delta, US-Comedyserie (1994–1995)
- Der Prinz von Bel-Air, US-Comedyserie (2001–2007)
- Desperado, US-Westernserie (1993)
- Detektiv Rockford – Anruf genügt *, US-Krimiserie (1998)
- Dexter, US-Krimiserie (2008, 2009)
- Diesmal für immer, US-Comedyserie (1999)
- Dirtwater Dynastie, australische Dramaserie (1995) <! :en:The Dirtwater Dynasty, 5 Folgen -->
- Dr. G – Beruf: Gerichtsmedizinerin, US-Dokureihe (2006–2007, 2009–2011)
- Dr. Quinn – Ärztin aus Leidenschaft *, US-Westernserie (1994–2001)
- Dog - Der Kopfgeldjäger *, US-Dokureihe (2006–2007)
- Dream On, US-Comedyserie (1994–1997)
- Drei Männer und kein Baby, US-Comedyserie (1999)
- Electric Blue *, Englische Erotikserie (1999–2001)
- Ellen *, US-Comedyserie (2001–2002)
- … Eltern sein dagegen sehr *, US-Comedyserie (1993–1994)
- Der Engel kehrt zurück, US-Fantasyserie (1993)
- Familienbande *, US-Comedyserie (1996–1998)
- Fantastische Geschichten *, US-Mysteryserie (1993–1994)
- F.B.I. – Dem Verbrechen auf der Spur, US-Dokureihe (2002–2006)
- Felicity *, US-Dramaserie (2004–2005)
- Flash Gordon, US-Mysteryserie (2008)
- Flashpoint – Das Spezialkommando (2010)
- Flippers neue Abenteuer *, US-Abenteuerserie (1996–2000)
- Foxy Fantasies *, US-Erotikserie (1999–2001)
- Full House, US-Comedyserie (1999–2007)
- Das Geheimnis von Twin Peaks, US-Mysteryserie (1994–1996)
- Game of Thrones, US-Fantasy-Serie (2012–2019)
- Geheimnisvolle Insel *, US-kanadisch-neuseeländische Abenteuerserie (1997–1998)
- Die Gesetzlosen *, US-Westernserie (1993)
- Girl Power, US-Dramaserie (2001)
- Glory Days *, US-Dramaserie (2005)
- Go West *, US-Westernserie (1994–1999)
- Grüße aus dem Jenseits *, US-Fantasyserie (1994–1995)
- Guter Rat ist teuer *, US-Comedyserie (1995–1997)
- Hallo Holly *, US-Comedyserie (2005)
- Hat Squad *, US-Krimiserie (1994–1995)
- Hercules, US-neuseeländische Fantasyserie (2007)
- Heroes *, US-Mysteryserie (2007)
- Hör mal, wer da hämmert, US-Comedyserie (1999–2007)
- Ein Hauch von Himmel *, US-Fantasyserie (1995–2000, 2003)
- Eine Hausfrau zum knutschen *, US-Comedyserie (1999–2001)
- Hier kommt Bush! *, US-Comedyserie (2003)
- Highschool Blues *, US-Dramaserie (2000)
- Highway to Hell – 18 Räder aus Stahl *, US-Actionserie (2002–2006)
- Hinter'm Sofa an der Front *, US-Comedyserie (2005–2007)
- Der Hotelboy *, US-Comedyserie (1999–2004)
- Hulk, US-Actionserie (1994–1995)
- Ich und meine Jungs *, US-Comedyserie (1998)
- Immer Ärger mit Dave *, US-Comedyserie (1995–1997)
- Immer wieder Jim *, US-Comedyserie (seit 2006)
- Immortal – Der Unsterbliche *, kanadische Fantasyserie (2002–2005)
- Invisible Man – Der Unsichtbare *, US-SciFi-Serie (2007)
- Inspektor Janek *, US-Krimireihe (1994–1995)
- Jack, die Nervensäge *, US-Comedyserie (1995–1998)
- Jamie’s Great Italian Escape *, britische Dokureihe (2006–2007)
- Jamie At Home *, englische Kochshow (2007)
- Jeff Corwins tierische Abenteuer, US-Naturreihe (2003)
- Kamen Rider: Dragon Knight (2009)
- Kampf gegen die Mafia, US-Krimiserie (1995–2000)
- Kampfstern Galactica, US-SciFi-Serie (1998–2005)
- Killer Instinct *, australische Naturserie (2003)
- King of Queens *, US-Comedyserie (2001–2004)
- Kirk und die Chaos-Kids *, US-Comedyserie (1999)
- Knight Rider, US-Actionserie (1996–1997)
- Kojak *, US-Krimiserie (1998)
- L.A. Heat *, US-Actionserie (1997, 2000)
- Lancelot Link *, US-Comedyserie (1995)
- Late Show mit David Letterman *, US-Late-Night-Show (1995–1996)
- Law & Order: Special Victims Unit *, US-Krimiserie (2005–2011)
- Lederstrumpf *, US-kanadische Abenteuerserie (1996–1997)
- Lexx – The Dark Zone *, kanadisch-deutsche SciFi-Serie (1999–2003)
- Liberty Street *, US-Dramaserie (2000)
- Major Dad, US-Comedyserie (1995)
- Marvel’s Agents of S.H.I.E.L.D., US-Actionserie (ab 2015)
- Miami Vice *, US-Krimiserie (1998)
- Mit Herz und Scherz *, US-Comedyserie (1993–1996)
- Monsters – Bis das Blut gefriert * (auch: Monsters – Nachts, wenn das Blut gefriert) *, US-Gruselserie (1994–1995)
- Mortal Kombat: Conquest *, US-Actionserie (2000–2003)
- Die Muppets *, Specials der Muppet Show (1995–1996)
- Mutant X *, US-SciFi-Serie (2003–2004)
- MythBusters – Die Wissensjäger *, US-australisches Wissensmagazin (seit 2005; Wiederholungen)
- Der Nachtjäger *, US-Mysteryserie (1993–1994)
- NAM – Dienst in Vietnam, US-Kriegsserie (1996–2000)
- Nash Bridges *, US-Krimiserie (1996–2007)
- New York Undercover *, US-Krimiserie (1998–1999)
- NewsRadio *, US-Comedyserie (1999–2001)
- Nicht ohne meine Mutter *, US-Comedyserie (1994–1999)
- Nick Knight – Der Vampircop *, US-Fantasyserie (1994–1995)
- Nikita *, US-Actionserie (1999–2003)
- Ninja Warrior, japanische Abenteuerspielshow (seit Januar, 2009)
- Nur über meine Leiche *, US-Krimiserie (1993–1995)
- Oh, diese Männer *, US-Familienserie (1993)
- Ohne Furcht und Sattel *, US-Abenteuerserie (1993–1995)
- Oliver’s Twist *, englische Kochshow (2003)
- On the Air – Voll auf Sendung *, US-Comedyserie (1995–1996)
- Onkel Buck *, US-Comedyserie (1994)
- Paradise Beach, australische Soap (1999)
- Paradise Club *, englische Krimiserie (1993)
- Poltergeist – Die unheimliche Macht *, US-Mysteryserie (1997, 2002)
- Prison Break *, US-Action Drama (ab 2017)
- Protector – Das Recht im Visier *, US-Krimiserie (1998)
- PSI Factor – Es geschieht jeden Tag *, US-Mysteryserie (1997–1998)
- Rodney, US-Sitcom (seit 2008; Wiederholungen)
- Ripleys unglaubliche Jagd *, US-Magazin (2005; Wiederholungen)
- Robot Wars *, englische Spielshow (2001–2002)
- Romanze ohne Ende *, US-Abenteuerserie (1994)
- Rossis Gesetz *, englische Krimiserie (1994)
- Salomé *, mexikanische Telenovela (2003–2007)
- Savannah *, US-Soap (1997–1998)
- Scharfe Waffen, heiße Kurven *, US-Krimiserie (1994–1995)
- Die Scharfschützen *, englische Abenteuerserie (1995–2001)
- Schnauze! *, kanadische Tierserie (2001)
- Ein schrecklich nettes Haus *, US-Comedyserie (1999–2002)
- Die Schweizer Familie Robinson *, US-Abenteuerserie (1994–1995)
- Das Seattle Duo *, US-Actionserie (1999–2002)
- Der Sechs-Millionen-Dollar-Mann, US-SciFi-Serie (1994–1996)
- Sex for Fun *, niederländische Erotikshow (2000)
- Shannons Spiel *, US-Krimiserie (1996)
- Ein Sheriff in New York *, US-Krimiserie (1993–1995)
- Sheriff Lobo – Ein Trottel mit Stern, US-Comedyserie (1993)
- Die Sieben-Millionen-Dollar-Frau, US-SciFi-Serie (1994–1995)
- Silver Girls *, US-Comedyserie (1999)
- Simon Templar *, englische Actionserie von 1989 (1994)
- Ein Single kommt immer allein *, US-Comedyserie (2000)
- Smallville, US-Mysteryserie (seit 2008)
- Snake Hunter *, US-Abenteuerdoku (2005)
- Snowy River *, australische Abenteuerserie (1997–2000)
- Sons of Thunder: Die Söhne des Donners * (auch: Walker, Texas Ranger – Sons of Thunder), US-Actionserie (2002–2003)
- So Little Time, US-amerikanische Sitcom (2001–2002)
- South Beach *, US-Krimiserie (1996–1997)
- Space Cops – Tatort Demeter City, englische SciFi-Serie (1998–2000)
- The Squad – Die Mordkommission, US-Dokureihe (2003)
- The Suspects - Wahre Verbrechen, australische Crime Dokureihe (seit 2013)
- Takeshi’s Castle, japanische Abenteuerspielshow (2007)
- Torchwood *, britische SciFi-Serie (2009)
- Stargate *, US-SciFi-Serie (ab 1999)
- Stargate Atlantis *, US-SciFi-Serie (ab 2005)
- Stargate Universe, US-SciFi-Serie (ab 2010)
- Eine starke Familie *, US-Comedyserie (1999–2007)
- Still Standing *, US-Comedyserie (2006–2007)
- Super Scott: Ein starker Typ *, US-Comedyserie (1994–1996)
- Takeshi’s Castle, japanische Abenteuerspielshow (seit 2007)
- Team Knight Rider, US-Actionserie (2002–2003)
- Teen Wolf, US-Fantasy-Serie (ab 2013)
- Tek War – Krieger der Zukunft *, US-SciFi-Serie (1997–1998)
- Tell – Im Kampf gegen Lord Xax *, neuseeländische Abenteuerserie (1999)
- The Closer, US-Krimiserie (seit 2011)
- The Quest - Die Serie, US-Abenteuer-Serie (ab 2015)
- The Walking Dead, US-Horror-Serie (ab 2012)
- Thunder in Paradise – Heiße Fälle, coole Drinks, US-Actionserie (1999–2007)
- Tracker *, kanadische SciFi-Serie (2004–2006)
- True Blood, US-Mysteryserie (ab 2011)
- The Twilight Zone – Unbekannte Dimensionen, US-Mysteryserie von 1985 (2001)
- The Twilight Zone *, US-Mysteryserie von 2002 (2005–2006)
- Die Typen von Talkie-Walkie, französische Abenteuerserie (1994)
- Undressed – Wer mit wem? *, US-Realitymagazin (2003)
- Die unendliche Geschichte – Die Abenteuer gehen weiter, kanadisch-deutsche Abenteuerreihe (2004–2006)
- VR Troopers *, US-Fantasyserie (2001–2002)
- Vanishing Son – Der Sohn der untergehenden Sonne *, US-Actionserie (1997–1998)
- Verliebte Stewardessen *, US-Comedyserie (1995)
- Veronica *, US-Comedyserie (2003–2004)
- Veronica Clare *, US-Krimiserie (1995–1998)
- Water Rats – Die Hafencops *, australische Krimiserie (1996–2001)
- Walker, Texas Ranger, US-Actionserie (1995–2001)
- Wendy *, neuseeländische Abenteuerserie (1996–1997)
- Wer ist hier der Boss? *, US-Comedyserie (1999)
- Wettlauf mit dem Tod *, US-Dramaserie (1993)
- Whoopi *, US-Comedyserie (2006)
- Wild Palms *, US-Dramaserie (1993, 1995)
- Wild Things *, US-Tierdoku (2001–2002)
- Willkommen im Leben *, US-Dramaserie (1996–1999)
- Winnetka Road *, US-Soap (1997)
- Witchblade – Die Waffe der Götter *, US-Fantasyserie (2004)
- Wolf *, US-Krimiserie (1993–1994)
- Wonder Woman *, US-Fantasyserie (1995–1998)
- Wunderbare Jahre *, US-Comedyserie (1993–2002)
- WWF Wrestling (1993–1996; 1998–2000)
- Xena – Die Kriegerprinzessin, US-neuseeländische Fantasyserie (2007)
- X-Factor: Die fünfte Dimension *, US-Dokureihe (1999–2001)
- X-Factor: Die wahre Dimension der Angst *, US-Mysteryserie (2004–2005)
- Yes, Dear *, US-Comedyserie (2007)
- Zorro, US-Westernserie (1994–1998)

* = Serien (auch anteilsmäßig) in (Free-TV-)Erstausstrahlung 

### Ehemalige Anime & Cartoons
- Die Abenteuer von Tom Sawyer und Huckleberry Finn, Anime (2000)
- Die Abenteuer der Familie Metzger (auch Heißer Draht ins Jenseits), ungarischer Cartoon (1995)
- Action Man, US-Cartoon (1996)
- Archibald, der Weltraumtrotter, ungarischer Cartoon (1996–1998)
- Alvin und die Chipmunks, US-Cartoon (1995–2003)
- Beast Wars, kanadischer Cartoon (1998)
- Beyblade, Anime
- Beavis und Butt-Head, US-Cartoon (1995–1997)
- Bimbels Zaubereimer, englischer Cartoon (2000)
- Blue Dragon, Anime (2008)
- Calimero, Anime (1995–2002)
- Captain N, US-Cartoon
- Casper *, US-Cartoon (2003)
- Chibi Maruko Chan, Anime (2001)
- D’Artagnan und die drei Musketiere, Anime (1995)
- Detektiv Conan, Anime
- Die D.I.A. Show, Zeichentrick (2001)
- Di-Gata Defenders, Cartoon (2007–2008)
- Digimon-Animeserien:
  - Digimon (Adventure)
  - Digimon 02
  - Digimon Data Squad (2007–2009)
  - Digimon Frontier (2004–2006)
  - Digimon Tamers (2003–2005)
- Dinosaur King (2008–2009)
- Dr. Slump, Anime (2002)
- DoReMi, Anime (2001–2005)
- Dork-Jäger aus dem All, Cartoon (2008)
- Dragonball-Animeserien:
  - Dragonball (1999–2003 ↔ 1999–2013)
  - Dragonball Z (2001–2004)
  - Dragonball GT (2010)
- Duck Dodgers, US-Cartoon (2005)
- Duckman, US-Cartoon (1996–2000)
- Duel Masters, Anime (2004)
- Ein Supertrio, Anime (1983)
- Familie Nikolaus, Anime (etwa 1995–1998)
- Flint Hammerhead, Anime (2001–2002)
- Frau Pfeffertopf, Anime (Japan 1983; 1995 auf RTL2)
- Eine fröhliche Familie, Anime (US-Roman, 1994–2001)
- Galactik Football, französischer Cartoon (2006)
- Gargantua, französisch-polnisch-italienischer Cartoon (1995–2000)
- Georgie, Anime (1983)
- Geschichten aus dem Bärenland, US-Cartoon (1994)
- Die Glücksbärchis (auch: Die himmlischen Teddybären), US-Cartoon (1996–2002)
- Hallo Kurt, Anime (Japan 1981/1982; RTL2 1995)
- Hamtaro, Anime (2002–2003)
- He-Man and the Masters of the Universe, US-Cartoon (2003–2004)
- Im Land des Zauberers von Oz, Anime (1998–2000)
- Inuyasha, Anime (2003–2006)
- Isnogud (auch: Iznogoud), US-Cartoon (2002)
- Itsy Bitsy, Cartoon (1995)
- Jackie Chan Adventures
- Jeanne, die Kamikaze-Diebin, Anime (2001–2005)
- Jeannie (auch: Jeannie mit den hellbraunen Haaren), Anime (2001)
- Kangoos – Fit für Basketball, französischer Cartoon (1997–1999, 2002)
- Kickers, Anime (1994–2007)
- Die Kinder vom Berghof, Anime (1995–2001)
- Der kleine Horrorshop, US-Cartoon (1998)
- Die kleine Prinzessin Sara, Anime (1994–1998)
- Die kleinen Superstars, Anime
- Lady Oscar, Anime (1979)
- Die Legende von Nezha, Cartoon (2007)
- Die Macht des Zaubersteins, Anime (1996, 2002)
- Das Mädchen von der Farm, Anime (1984)
- Magi-Nation (2008–2009)
- MegaMan NT Warrior, Anime (2004–2007)
- Mila Superstar, Anime (1993–1996)
- Mini-Göttinnen, Anime (2003)
- Missis Jo und ihre fröhliche Familie, Anime (US-Roman, 1998)
- Mit Willy Fog zum Mittelpunkt der Erde
- Monster Rancher, Anime (2001–2003)
- Mot, französischer Cartoon (2000–2002)
- Mister T, US-Cartoon (1993)
- Mucha Lucha, US-Cartoon (2004–2005)
- Nadine – Stern der Seine, Anime (1996, 2001)
- Naruto
- Naruto Shippuuden
- New Spider-Man, US-Cartoon (2002)
- One Piece, Anime (2003–2010)
- Ovide und seine Bande, belgisch-kanadischer Cartoon (1995–2002)
- Ozzy & Drix, US-Cartoon (2004)
- Power Stone, Anime (2001–2002)
- Pretty Cure
- Pucca, Cartoon (2008–2009)
- Ranma ½, Anime (2002–2006)
- Red Caps
- Die Ritter der Schwafelrunde, kanadischer Cartoon (1999–2001)
- Robin Hood, Anime (französischer Roman, 1995–2001)
- Robinson Sucroé, französischer Cartoon (1999)
- Rock’n Cop, Anime (1995)
- Rock'n'Roll Kids (Aishite Night), Anime
- S.O.S. Croco, französischer Cartoon (1998–2002)
- Saber Rider und die Star Sheriffs, Anime/US-Cartoon (1993–1995)
- Sailor Moon, Anime (1998, 2001, 2005)
- Die Schatzinsel, Anime (englischer Roman, 1994)
- Schlafmütz & Co., US/GB-Cartoon
- Shaman King, Anime (2006)
- Shin Chan, Anime (2002–2008)
- Sonic der irre Igel, US-Cartoon (2000)
- Starla und die Kristallretter, US-Cartoon (1995–1996)
- Stone Protectors – Eine überirdisch coole Band, US-Cartoon (1997–1999)
- Storm Hawks
- Street Sharks, US-Cartoon (1996–2001)
- Super Kickers 2006 – Captain Tsubasa, Anime (2006)
- Super Mario Bros. Super Show, US-Realserie/Cartoon (1995)
- Sylvester und Tweety, US-Cartoon (2004)
- Team Galaxy, französische Zeichentrickserie (2007–2008)
- Teen Titans, US-Cartoon (2004)
- Teenage Mutant Hero Turtles, US-Cartoon von 1987 (2001)
- Teenage Mutant Ninja Turtles, US-Cartoon von 2002 (2005–2006)
- Tico – mein toller Freund
- Tiny Toon Abenteuer, US-Cartoon (2005)
- Die tollen Fußballstars, Anime (1995–2001)
- Tom und Jerry, US-Cartoon (2008)
- Transformers: Armada, US-Cartoon (2003–2004)
- Der Traumstein, englischer Cartoon (1994–2000)
- Triple Z, französischer Cartoon (1998–2002)
- Um die Welt mit Willy Fog, spanisch-japanischer Anime/Cartoon (1995)
- Der unglaubliche Hulk (Fernsehserie), US-Cartoon (1998–1999)
- Viva Piñata, US-kanadische Zeichentrickserie (seit 2007)
- Voltron – Verteidiger des Universums (1995)
- Wakfu (seit 2010)
- Wedding Peach, Anime (2001–2004)
- What’s new, Scooby-Doo?, US-Cartoon (2004)
- Winx Club, US-italienischer Cartoon (2004–2006)
- Wunderbare Pollyanna, Anime (1986)
- Yu-Gi-Oh!-Animeserien:
  - Yu-Gi-Oh!
  - Yu-Gi-Oh! 5D’s (2009 ↔ 2009–2013)
  - Yu-Gi-Oh! GX
  - Yu-Gi-Oh! Zexal
- Z wie Zorro, Anime (1995)

- Angus & Cheryl, Cartoon (seit 2009)
- Ben 10, Cartoon (seit 2009)
- Chaotic
- Flint Hammerhead
- Get Ed
- Gormiti, Cartoon (seit 2009)
- Hot Wheels: Battle Force 5 (seit 2010)
- Huntik
- Jungle Beat
- Kong
- Inazuma Eleven, Anime (2012–2013)
- Die Legende von Nezha
- Prinzessin Sheherazade
- Pokémon, Anime (1999–2013)
- Spirou & Fantasio
- The Future Is Wild, Cartoon (2008–2009)
- Urban Vermin
- Xiaolin Showdown (2005–2007)